# Ptychadena gansi
Ptychadena gansi és una espècie de granota que viu a Somàlia.
Està amenaçada d'extinció per la pèrdua del seu hàbitat natural.